# Matthew Ball
Matthew Ball (Liverpool, 14 dicembre 1993) è un danzatore inglese, primo ballerino del Royal Ballet dal 2018.

## Biografia
Nato e cresciuto a Liverpool, Matthew Ball ha cominciato a danzare all'età di 6 anni e a 11 è stato ammesso alla Royal Ballet School. Dopo il diploma, conseguito nel 2013, è stato immediatamente scritturato dal Royal Ballet, di cui ha scalato rapidamente i ranghi, diventando solista nel 2016 e primo solista l'anno successivo. Nel marzo 2018 ha dovuto sostituire all'ultimo momento l'infortunato David Hallberg nel secondo atto della Giselle di Peter Wright, interpretando così Albrecht accanto a Natal'ja Osipova; l'interpretazione di Ball e le difficili condizioni della rappresentazione gli sono valse un'ovazione da parte del pubblico e le lodi del Times. Tre mesi più tardi è stato proclamato primo ballerino della compagnia.
Partner abituale di Yasmine Naghdi e, sporadicamente, Lauren Cuthbertson, Francesca Hayward, Mayara Magri e Marianela Núñez, Ball ha danzato molti dei maggiori ruoli del repertorio maschile, tra cui Siegfried ne Il lago dei cigni (Scarlett), Romeo in Romeo e Giulietta (MacMillan), il Principe ne Lo schiaccianoci (Wright), Rodolfo in Mayerling (MacMillan), Solor ne La Bayadère (Makarova), Florimund ne La bella addormentata (Petipa), Albrecht in Giselle (Wright), il Principe in Cenerentola (Ashton), Apollo nell'Apollon Musagete (Balanchine), Des Grieux in Manon (MacMillan), Beliaev in A Month in the Country (Ashton), Polissene in The Winter's Tale (Wheeldon), Armand in Marguerite and Armand (Ashton), il fauno ne Il pomeriggio di un fauno (Robbins), Smeraldi in Jewels (Balanchine), il ragazzo in Les Deux Pigeons (Ashton), Rasputin in Anastasia (MacMillan), Basilio in Don Chisciotte (Acosta), Leonte ne Il racconto d'inverno (Wheeldon) e l'eponimo protagonista in Onegin (Cranko).
Inoltre ha danzato in occasione delle prime di balletti di Christopher Wheeldon (Like Water for Chocolate), Wayne McGregor (The Dante Project, Obisdian Tear), Crystal Pite (Flight Pattern), Cathy Marston (The Cellist) e altri. In veste di ballerino ospite, nella stagione 2018/2019 ha lasciato il Covent Garden per alcune settimane per danzare il ruolo del cigno maschio nello Swan Lake di Matthew Bourne al Teatro Sadler's Wells e in tour, mentre nel 2024 ha danzato con il Birmingham Royal Ballet come Principe ne La bella addormentata di Peter Wright e con l'Hong Kong Ballet come Siegfried ne Il lago dei cigni di Jurij Posochov

## Vita privata
Dal 2020 è legato sentimentalmente alla brasiliana Mayara Magri, prima ballerina del Royal Ballet.

## Filmografia
- Romeo and Juliet: Beyond Words - film TV (2019)